# Oignies
Oignies là một xã trong vùng Hauts-de-France, thuộc tỉnh Pas-de-Calais, quận Lens, tổng Canton de Courrières. Tọa độ địa lý của xã là 50° 28' vĩ độ bắc, 02° 59' kinh độ đông. Oignies nằm trên độ cao trung bình là 30 mét trên mực nước biển, có điểm thấp nhất là 23 mét và điểm cao nhất là 33 mét. Xã có diện tích 5,52 km², dân số vào thời điểm 1999 là 10.531 người; mật độ dân số là 1908 người/km².

## Thông tin nhân khẩu
| 1962   | 1968   | 1975   | 1982   | 1990   | 1999   |
| ------ | ------ | ------ | ------ | ------ | ------ |
| 11 340 | 12 563 | 11 649 | 10 546 | 10 660 | 10 531 |